# Spyker 60 HP
Spyker 60 HP – wyścigowy samochód osobowy produkowany przez holenderskie przedsiębiorstwo motoryzacyjne Spyker w roku 1903.

## Dane techniczne Spyker 60 HP

### Silnik
- S6 8821 cm³[1]
- Układ zasilania: b.d.
- Średnica cylindra × skok tłoka: b.d.
- Stopień sprężania: b.d.
- Moc maksymalna: 60 KM (44 kW)[1]
- Maksymalny moment obrotowy: b.d.

### Osiągi
- Przyspieszenie 0–80 km/h: b.d.
- Przyspieszenie 0–100 km/h: b.d.
- Prędkość maksymalna: 129 km/h[1]